# Charles Bitsch
Charles Bitsch (Mulhouse, 23 d'abril de 1931 - Villejuif. 27 de maig de 2016) va ser un crític de cinema, director de fotografia i director de cinema francès.

## Biografia
Antic alumne de l'École Louis-Lumière (Promoció "Cinema" 1953, que inclou Philippe de Broca i Pierre Lhomme), Charles Bitsch col·labora a la Cahiers du cinéma de 1955 a 1959, així com al setmanari Arts.
Charles Bitsch va ser director de fotografia i càmera de Jacques Rivette a Le Coup du berger i Paris nous appartient, després fou director ajudant de Claude Chabrol, Jacques Demy, Jean-Pierre Melville i, en diverses ocasions, de Jean-Luc Godard. El 1964 va dirigir l'esquetx Cher baiser de la pel·lícula Les Baisers.

## Filmografia

### Director
- 1953: Les Trois Rendez-vous, curtmetratge (codirecció : Philippe de Broca i Édith Krausse)
- 1964 : Les Baisers (esquetx Cher Baiser)
- 1964: La Chance et l'Amour (esquetx Lucky la Chance) amb Michel Piccoli
- 1972: Le Dernier Homme amb Jean-Claude Bouillon
- 1973: Grand écran episodi : Le film noir américain) (TV)
- 1974: La Science-fiction, À propos d'Othello, Jean Renoir parmi nous, Si Guitry m'était compté…, Jerry Lewis, a la sèrie Grand Écran (TV)
- 1981: Le Marteau piqueur (TV) amb Stéphane Audran
- 1985: L'Homme des couloirs (TV) amb Pierre Dux
- 1986: La Chignole (TV) amb Jean-Hugues Lime
- 1989: Pause-café pause-tendresse episodis La Traverse i Les Verres brisés) (TV)
- 1989 : Triplé gagnant episodi Le Manoir des veuves) (TV)
- 1990: Le Bonheur des autres en la col·lecció V comme vengeance (TV)
- 1991: Puissance 4 episodi Jeux de vilains) (TV)
- 1994: Meurtres sans préméditation episodi Le Bel Horizon) (TV)

### Ajudant de director
- 1958: Le Beau Serge de Claude Chabrol
- 1959: Deux hommes dans Manhattan de Jean-Pierre Melville
- 1959 : À double tour de Claude Chabrol
- 1960: Les Bonnes Femmes de Claude Chabrol
- 1962: Les Sept Péchés capitaux - esquetx : L'avarice de Claude Chabrol
- 1962 : Le Doulos de Jean-Pierre Melville
- 1963: Landru de Claude Chabrol
- 1963 : Rogopag (Ro.Go.Pag.), de Jean-Luc Godard
- 1963 : Les Carabiniers de Jean-Luc Godard
- 1963 : Le Mépris de Jean-Luc Godard
- 1963 : Les Plus Belles Escroqueries du monde de Claude Chabrol, Jean-Luc Godard i Roman Polanski
- 1965: Alphaville, une étrange aventure de Lemmy Caution de Jean-Luc Godard
- 1966: Made in USA de Jean-Luc Godard
- 1966 : Le Plus Vieux Métier du monde, esquetx "Anticipation" de Jean-Luc Godard
- 1967: Deux ou trois choses que je sais d'elle de Jean-Luc Godard
- 1967 : La Chinoise de Jean-Luc Godard
- 1967 : Loin du Vietnam de Jean-Luc Godard, Joris Ivens, William Klein, Claude Lelouch, Chris Marker, Alain Resnais i Agnès Varda
- 1972: La Vieille Fille de Jean-Pierre Blanc: Conseller tècnic
- 1974: Juliette et Juliette, de Remo Forlani